# Глотов, Николай Митрофанович
Николай Митрофанович Глотов (1915—1995) — советский инженер-мостостроитель, лауреат Ленинской премии.
С конца 1930-х гг. работал в ЦНИИС (Научно-исследовательский институт транспортного строительства).
В 1942—1945 инженер по искусственным сооружениям Проектной группы № 4 (восстановление мостов). Награждён орденами Красной звезды (1944) и Отечественной войны 2 степени (1945).
С 1945 года — научный сотрудник, старший научный сотрудник, зав. лабораторией ЦНИИС.
Кандидат технических наук (1961), тема диссертации «Исследования прочности скального основания».

## Публикации
- Основания и фундаменты мостов [Текст] : справочник / Н. М. Глотов, Г. П. Соловьев, И. С. Файнштейн; ред. К. С. Силин. — М. : Транспорт, 1990. — 239 c. : ил. — ISBN 5-277-00886-1
- Основания и фундаменты [Текст] : учебное пособие / Н. М. Глотов, А. П. Рыженко, Г. С. Шпиро. — 2-е изд., перераб. и доп. — М. : Стройиздат, 1987. — 286 с. : табл.
- Строительство фундаментов глубокого заложения / Н. М. Глотов, К. С. Силин, 248 с. 22 см, М. Транспорт 1985
- Основания и фундаменты. Николай Митрофанович Глотов, Константин Сергеевич Завриев. Издательство Транспорт, 1969 — Всего страниц: 215

## Награды
- Ленинская премия 1962 года — за разработку и внедрение в строительство бескессонных фундаментов глубокого заложения из сборного железобетона.
- Лауреат премии Совета Министров СССР 1977 года.
- Заслуженный строитель РСФСР (1980).